# Double Dragon 3: The Rosetta Stone
Double Dragon 3: The Rosetta Stone est un beat them all développé par East Technology, sorti sur borne d'arcade en 1990 et porté sur la plupart des consoles de jeu et micro-ordinateurs de l'époque par Storm The Sales Curves. Les versions Game Boy et Mega Drive sorties plus tardivement sont titrées Double Dragon 3: The Arcade Game.

## Versions
La version Nintendo, développée par Technos et éditée par Acclaim en 1991, est sous-titrée « The Sacred Stones ». Comme pour les deux premiers volets de cette série, cette version est profondément remaniée tout en en gardant les qualités, en dépit des limitations graphiques et sonores de la machine. Les commentaires de la majorité des joueurs semblent même indiquer que la version NES apparaît pour ce volet d'une qualité bien supérieure aux autres épisodes, et même à la version arcade originale. Les versions Amiga, Atari ST, PC, , Amstrad CPC,  et C64 ont été éditées par Storm The Sales Curves. La version la plus proche et la plus fidèle à l'arcade est la version Amiga. Les programmeurs ont eu accès aux Tiles graphiques, qui leur ont été envoyées par Technos, l'éditeur du coin-op. Il est à noter que le programmeur a corrigé le plus gros problème de la version arcade, à savoir la lenteur infâme, ainsi que le bug de la routine d'affichage des sprites. Ainsi, la version Amiga tourne en 50 images par seconde, possède une musique d'introduction composée par Andreas Barnabas bien connue (c'est lui qui a également composé la musique de SWIV pour le même éditeur). Suivirent les versions Atari ST, PC, et enfin les versions 8 bits.